# القديسة أناسيمون
قيل أن القديسة أناسيمون كانت ابنة ملك الروم وحيدة وتقية نالت آناسيمون سر المعمودية منذ أن كانت طفلة صغيرة، ومنذ الصبي علمها أبويها كل العلوم المسيحية وتعلمت اللغة اليونانية وو قرأَت كثيرًا عن سير الآباء مثل الأنبا أنطونيوس والقديس الأنبا بولا فأحبت الحياة النسكية، وكانت تسلك بروح إنجيلي تقوي وهي في القصر. وإذ توفى والدها وجهت كملكة علي البلاد بغير رضاها، إذ كانت تود الحياة الرهبانية.

## خروجها إلى البرية
مرّ عام على تجليسها ملكة خلاله قدمت الكثير للفقراء والمحتاجين وحررت الكثير من العبيد، وأخيرًا قررت أن تترك كل شيء وتتفرغ للعبادة. كتبت رسالة للأب البطريرك تركتها في حجرتها، وخلعت ملابسها لترتدي ثوبًا بسيطًا، وخرجت عارية القدمين متخلية عن كل الغني والملك وتتسللت من القصر في منتصف الليل لتنطلق خارج المدينة، وتسير في البرية.
حاربتها أفكار العودة للقصر لكنها أصرت أن تحتمل كل قسوة البرية متعبدة لله، وفجأة أثناء صلاتها في يوم من الأيام شاهدت أسدًا يقترب منها، فصلت إلى الله ورشمت عليه بعلامة الصليب، وللحال هدأ. بل التف حولها عدد من الأسود كانوا يلاطفونها وتلاطفهم، وشعرت كأنها قد صارت ملكة على الوحوش. لكنها اشتاقت أن تتجرد حتى من تكريم الوحوش لها فكانت الشياطين تحاربها وتقول «لها تركتِ ملكك علي البشر وأتيت للبرية لتصبح ملكة علي الوحوش»، فوضعت في قلبها أن تعيش في الصف الأخير تخدم الكل دون طلب كرامة، فسارت إلى مصر حتى اقتربت من أحد أديرة النساء يدعى دير إرميا، وتظاهرت بالجنون، ولما أمسكتها الراهبات خشية أن تتعرض لأذى تظاهرت بالارتياح إليهن، وسألتهن أن تخدمهن وتقوم بتنظيف دورات المياه، وكانت تبدو كمن هي «هبيلة» ولا تنام إلا على المزبلة.

## الأنبا دانيال في دير إرميا
في إحدى الليالي قرع الراهب باب الدير، ولما سألته البوابة عن طلبه أجابها أنه يود أن يبيت الليلة مع معلمه بالدير خشية أن يتعرضا للحيوانات المفترسة، لكن الرئيسة رفضت أن تفتح، فأخبرها أنه جاء مع الأنبا دانيال قس البرية، ففرحت الرئيسة وفتحت الباب وانطلق الكل يستقبلن إياه بكل إكرام. وقبل أن ينصرفن سألهن إن كانت توجد أي راهبة أو أخت هنا، فأخبرن إياه عن «الهبيلة». ذهب إليها الأب دانيال فلم تعره اهتمامًا ولا سلمت عليه، فكانت الراهبات يقلن له: إنها معتوهة... أما هو فأجاب «حقًا أنا هو المعتوه والجاهل والمسكين».
وإذ انصرف الكل أراد التلميذ أن يستريح فقال له الأنبا دانيال ألا ينام ليرى هذه المعتوهة. أخذه معه إلى حيث تنام فوجداها واقفة تصلي وتصنع مطانيات، والنور يخرج من أيديها، والملائكة تحيط بها، فأسرع التلميذ ونادى الرئيسة التي رأت المنظر فصرخت وأسرعت إليها تطلب منها السماح. وإذ جاءت الراهبات يبكين ويعتذرن لها على ما صدر منهن صمتت تمامًا.
في الصباح ذهبت الراهبات إلى حيث كانت تنام فوجدن الفتاة قد هربت، تاركه ورقة جاء فيها: «أنا الشقية، لشقاوتي ومعاندة العدو لي أخرجني من بينكن، وأبعدني عن وجوهكن المملؤة حياة. إهانتكن لي كانت ربحًا لنفسي، وضجركن علىّ كان ثمرة تجمع كل يوم. استقلالكن عني كان فائدة ورأسمال يزداد كل يوم وساعة. مباركة هي تلك الساعة التي قيل لي فيها يا هبيلة، يا مجنونة. وأنتن مسامحات من جهتي بريئات من الخطية، وإني قدامكن وقدام المنبر سوف أجيب عنكن لأجلي، ليس فيكن مستهزئة، ولا من هي محبة للحنجرة، ولا للملبس، ولا للشهرة، بل كلكن نقيات».

## كاهن الإسكندرية
دخل كاهن أحدي الكنائس بالإسكندرية في فجر خميس العهد صحن الكنيسة فأشتم رائحة بخور زكيه تفوح بشدة، لم يعرف مصدرها، فأخذ يبحث عن المصدر. دخل الهيكل فوجد إنسانًا مهوبًا يقف أمام الهيكل بخشوع، فسقط أمامه. أسرع الشخص وأقام الكاهن ثم طلب منه قليلًا من الدقيق والأباركة ليستخدمها في القداس الإلهي الذي يحضره أربعمائة شخص. سأله الكاهن عن مكان هؤلاء الإخوة، فأجابه بأنه ليس له أن يعرف ذلك، إنما إن أراد فليقدم هذه البركة. قدم الكاهن هذه البركة، ثم سأله أن يأخذه معه، اعتذر أنه لا يستطيع. وإذ ألحّ عليه قال له أعطيك جوابًا في مثل هذا اليوم من السنة القادمة.
مرَّ عام بدا طويلًا جدًا في عيني الكاهن حتى جاء خميس العهد، ودخل الكنيسة ليشتم ذات الرائحة ويلتقي بنفس الشخص ويقدم ذات العطية، وصار يسأله أن يأخذه معه، فلما ألحّ عليه جدًا قال له أن يأخذ مثل هذه البركة وينتظره في مثل هذا اليوم في السنة التالية خارج المدينة عند الباب الغربي.
مرَّ عام آخر وحمل الكاهن البركة وانطلق إلى خارج المدينة ليجد بعد قليل الشخص قادمًا إليه، وسأله أن يمسك به ليجد نفسه كمن هو محمل على سحابة، وإذا به في كنيسة جميلة للغاية، لم ير مثلها قط.
بعد فترة بدأ القداس الإلهي وتناول الجميع... رأى الكاهن شخصًا كبيرًا في السن يقف عند باب الهيكل يسنده شخصان، واحد عن اليمين والآخر عن اليسار، وإذ سأل عنه الكاهن قيل له: "إنها عذراء هي القديسة الملكة أناسيمون دخلت في طغمة السواح الذين يجتمعون معًا سنويًا من خميس العهد حتى أحد القيامة.
أراد الكاهن أن يبقى معهم لكن الرجل أخبره بأنه يلزم أن يعود إلى كنيسته ويرعى شعب الله، وبالفعل رده إلى الإسكندرية، وكان هذا الرجل يزور الكاهن سنويًا حتى قرب نياحة الكاهن.   